# 法呂拉山
46°56′N 10°07′E / 46.933°N 10.117°E

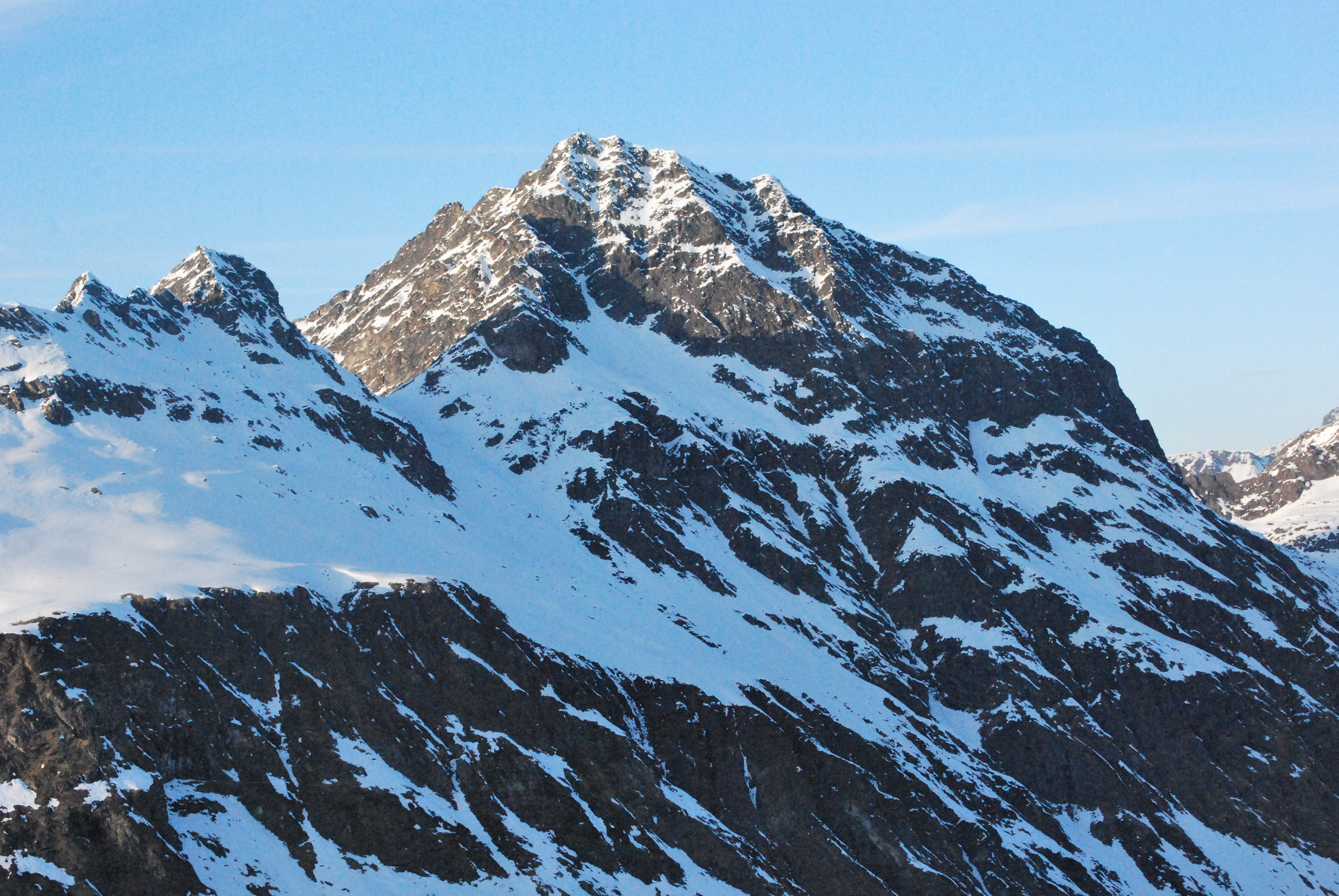

法呂拉山（德語：Vallüla），是奧地利的山峰，位於該國西部，由蒂羅爾州和福拉爾貝格州負責管轄，屬於薩姆瑙恩阿爾卑斯山脈的一部分，海拔高度2,813米，每年平均降雨量1,367毫米。